# Championnats du monde de paratriathlon 2019
Navigation
Édition précédente Édition suivante
Les championnats du monde de paratriathlon 2019 se déroulent le 1er septembre 2019 à Lausanne en Suisse. La rencontre mondiale est intégrée au  programme de la grande finale des séries mondiales de triathlon. Les paratriathlètes s'affrontent sur la distance sprint (750 m de natation, 20 km de vélo et 10 km de course à pied) selon une catégorisation spécifique à leurs handicaps. Chaque catégorie décernant le titre de champion du monde de paratriathlon correspondant après une épreuve mixte et un classement différencié des paratriathlètes féminins et masculins.

## Organisation
Le championnat du monde de paratriathlon 2019 est quo-organisée par la Fédération suisse de triathlon (ST).

## Palmarès
Tableaux des podiums du championnat 2019.
| Médaille           | PTHC                | PTS2            | PTS3               | PTS4                       | PTS5               | PTVI                     |
| ------------------ | ------------------- | --------------- | ------------------ | -------------------------- | ------------------ | ------------------------ |
| Médaille d'or      | Jetze Plat H2       | Jules Ribstein  | Daniel Molina      | Alexis Hanquinquant        | Stefan Daniel      | Héctor Catalá Laparra B2 |
| Médaille d'argent  | Geert Schipper H2   | Andrew Lewis    | Nico Van Der Burgt | Wang Jiachao               | Martin Schulz      | Dave Ellis B3            |
| Médaille de bronze | Giovanni Achenza H1 | Maurits Morsink | Victor Chebotarev  | Alejandro Sánchez Palomero | Christopher Hammer | Aaron Scheidies B2       |

| Médaille           | PTHC             | PTS2         | PTS3            | PTS4             | PTS5            | PTVI             |
| ------------------ | ---------------- | ------------ | --------------- | ---------------- | --------------- | ---------------- |
| Médaille d'or      | Lauren Parker    | Fran Brown   | Élise Marc      | Hannah Moore     | Claire Cashmore | Susana Rodríguez |
| Médaille d'argent  | Kendall Gretsch  | Allysa Seely | Anna Plotnikova | Kelly Elmlinger  | Lauren Steadman | Melissa Reid     |
| Médaille de bronze | Christiane Reppe | Hailey Danz  | Cassie Cava     | Elke Van Engelen | Grace Norman    | Jessica Tuomela  |